# Едмон Пріва
Едмон Пріва (фр. Edmond Privat; 17 серпня 1889, Женева — 28 серпня 1962, Ролль) — франкомовний швейцарський есперантист, історик, професор Женевського університету, письменник (поет і драматург), журналіст. Перший історик есперанто-руху.

## Біографія
Вивчивши мову есперанто у віці 14 років, Едмон Пріва вже в наступному 1904 році, спільно з Гектором Годлером, майбутнім засновником UEA, організував видання журналу «Молодий есперантист» (Juna esperantisto).
У 1905 році він пішки дійшов до Булонь-сюр-Мера, де взяв участь у 1-му Всесвітньому конгресі есперантистів.
Едмон Пріва неодноразово здійснював подорожі з метою пропаганди есперанто: в 1907—1908 роках відвідав Америку, Англію і Францію; в 1912 році — Росію і країни Центральної Європи.
Свідченням його активної есперанто-діяльності служать ті факти, що він представляв есперанто в Лізі Націй, був президентом UEA, організовував міжнародні конференції і радіопередачі мовою есперанто. Крім есперанто-руху, Пріва брав участь і в громадському житті своєї країни, а також вів педагогічну діяльність, будучи автором ряду підручників.
Помер Едмон Пріва в 1962 році.

## Вибрані твори
- Карл (Karlo, 1909) — підручник у вигляді дидактичного роману. Перевидавався 18 разів.
- У тиші (Tra l'silento, 1912) — збірник віршів.
- Гіневра (Ginevra, 1913) — драма у віршах, написана за сюжетом давньої кельтської легенди.
- Історія есперанто (Historio de la lingvo Esperanto, перший том — 1912, другий — 1927)
- Життя Заменгофа (Vivo de Zamenhof, 1920)
- Вираження почуттів у есперанто (Esprimo de sentoj en Esperanto, 1931)
- Відносини між народами (Interpopola konduto, 1934)
- Пригоди піонера (Aventuroj de pioniro, 1963) — книга, в якій описані погляди Пріва на життя, його зустрічі з багатьма видатними особистостями свого часу.
- Життя Ганді (Vivo de Gandi, 1967)